# Tom Drake
Tom Drake, pseudonimo di Alfred Sinclair Alderdice (New York, 5 agosto 1918 – Torrance, 11 agosto 1982), è stato un attore statunitense.

## Biografia
Tom Drake iniziò giovanissimo a recitare in teatro con il suo vero nome, Alfred Sinclair Alderdice. Nel 1940 fece il suo debutto cinematografico, interpretando piccoli ruoli non accreditati in film quali La nostra città (1940), Bufera mortale (1940) e Quelli della Virginia (1940), quest'ultimo con lo pseudonimo di Richard Alden. Non potendo prestare servizio militare attivo per problemi cardiaci, all'inizio della seconda guerra mondiale interpretò una serie di pellicole di addestramento per le truppe e, al congedo, tornò a recitare sui palcoscenici di Broadway.
Dopo aver interpretato il ruolo di Dirk Lawrence nella pièce Janie, Drake firmò un contratto con la MGM e si trasferì a Hollywood, dove interpretò ancora due ruoli minori non accreditati nell'avventura bellica L'ostaggio (1943) e nel melodramma Le bianche scogliere di Dover (1944). Nello stesso anno ebbe la sua grande occasione con il musical Incontriamoci a Saint Louis (1944) di Vincente Minnelli, delicato affresco di vita familiare ambientato nella provincia americana del primo Novecento. Drake fu apprezzato dalla critica per l'interpretazione di John Truett, il bravo ragazzo della porta accanto che corteggia timidamente la protagonista Esther Smith (Judy Garland). Con la sua atmosfera nostalgica, i suoi romantici numeri musicali e un cast di prim'ordine, Incontriamoci a Saint Louis ebbe un ottimo riscontro di critica e di pubblico ed è considerato uno dei migliori film diretti da Minnelli.
Il successo della pellicola lanciò definitivamente Tom Drake, che continuò a recitare per la MGM durante tutti gli anni quaranta, interpretando ruoli di comprimario in altri film come La signora Parkington (1944), Il coraggio di Lassie (1946), Anni verdi (1946) e Il giudice Timberlane (1947). Nel 1945 sposò Isabelle Dunn, ma il matrimonio si concluse l'anno seguente con il divorzio.
Nel 1948 Drake prese parte a un altro ambizioso progetto musicale della MGM, il biografico Parole e musica (1948), in cui interpretò la figura del compositore Richard Rodgers al fianco di Mickey Rooney, che impersonò il librettista e paroliere Lorenz Hart, partner artistico di Rodgers. La pellicola appartiene a un filone molto in voga nella seconda metà degli anni quaranta, quello delle "biopics", biografie filmate in cui sceneggiatori e soggettisti inserivano vicende fantasiose e romanzate nelle vite e nelle carriere professionali di grandi compositori. In contrapposizione all'enfatica performance di Rooney, Drake diede un'interpretazione piuttosto incolore di Richard Rodgers e il film, malgrado gli ottimi numeri musicali inseriti nella trama, non ottenne il successo sperato.
Drake proseguì la carriera con la commedia Il signor Belvedere va in collegio (1949) e i polizieschi La mano deforme (1949) e La città che scotta (1951), ma all'inizio degli anni cinquanta la progressiva affermazione della televisione portò l'attore a diradare le sue apparizioni sul grande schermo. Durante la prima metà del decennio apparve in numerosi spettacoli televisivi, tornando a un impegno cinematografico di rilievo solo nel 1957 con il ruolo di Bobby Drake nel dramma in costume L'albero della vita (1957), interpretato da Elizabeth Taylor e Montgomery Clift. Interpretò anche un ruolo per lui inusuale, quello di Abe McQuown, il capo di una banda di fuorilegge, nel western Ultima notte a Warlock (1959), in cui recitò al fianco di Henry Fonda e Richard Widmark.
Dall'inizio degli anni sessanta Drake apparve quasi esclusivamente sul piccolo schermo, partecipando a serie western come Carovane verso il West (1960), Gli uomini della prateria (1960), Bonanza (1965) e Gunsmoke (1969), e poliziesche come Gli intoccabili (1962) e L'ora di Hitchcock (1965). Tra le sue sporadiche apparizioni cinematografiche, quella nel ruolo di Mr. Fitzpatrick, produttore di Ed Sullivan, nella commedia musicale Dominique (1966), interpretata da Debbie Reynolds, e dell'ispettore Greville nel poliziesco di produzione italiana L'assassino ha le mani pulite (1968).
Negli anni settanta Drake fu ancora attivo sul piccolo schermo, con apparizioni in serie poliziesche come Marcus Welby (di cui interpretò quattro episodi tra il 1969 e il 1976), Ironside (1973), Sulle strade della California (1974) e Le strade di San Francisco (1976). L'attore si ritirò definitivamente dalle scene nel 1978, dopo un'ultima apparizione nella serie di fantascienza Project UFO, e morì per una polmonite nel 1982, all'età di sessantaquattro anni.

## Filmografia

### Cinema

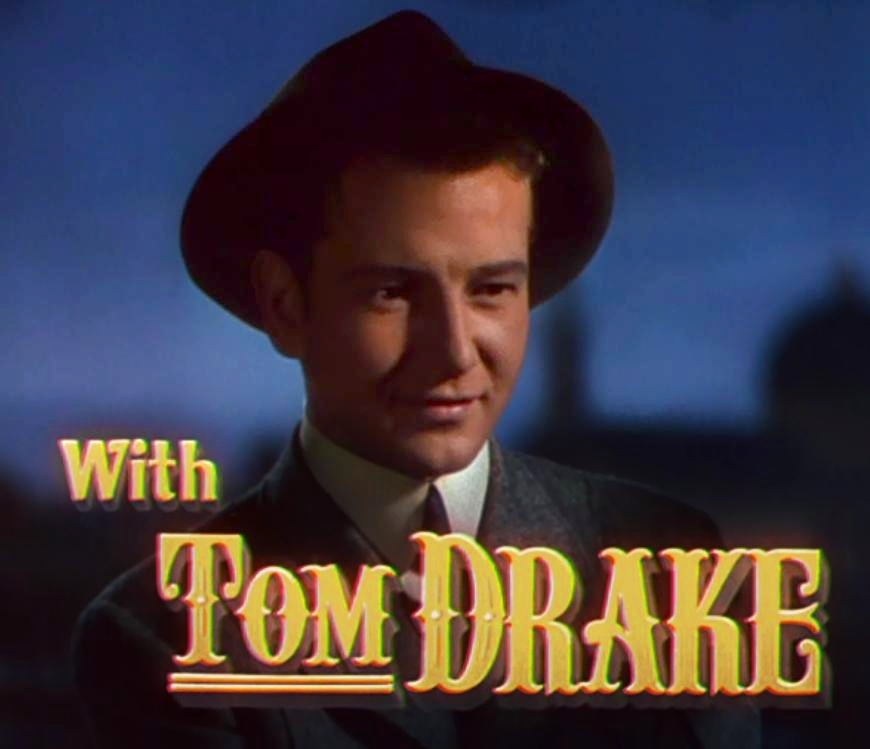
Tom Drake in Incontriamoci a Saint Louis (1944)

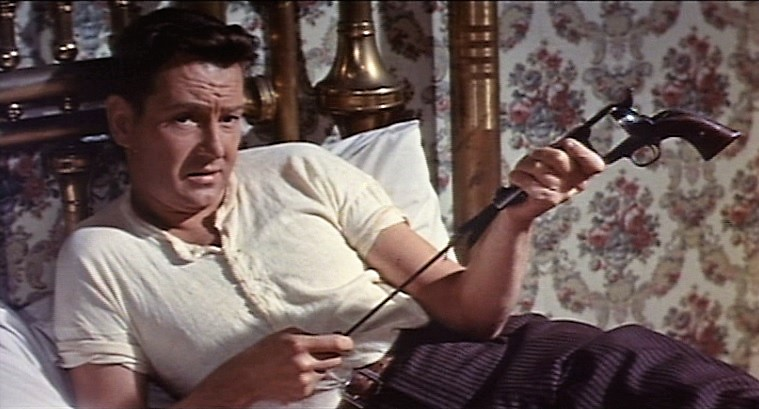
Tom Drake in Testamento di sangue (1958)

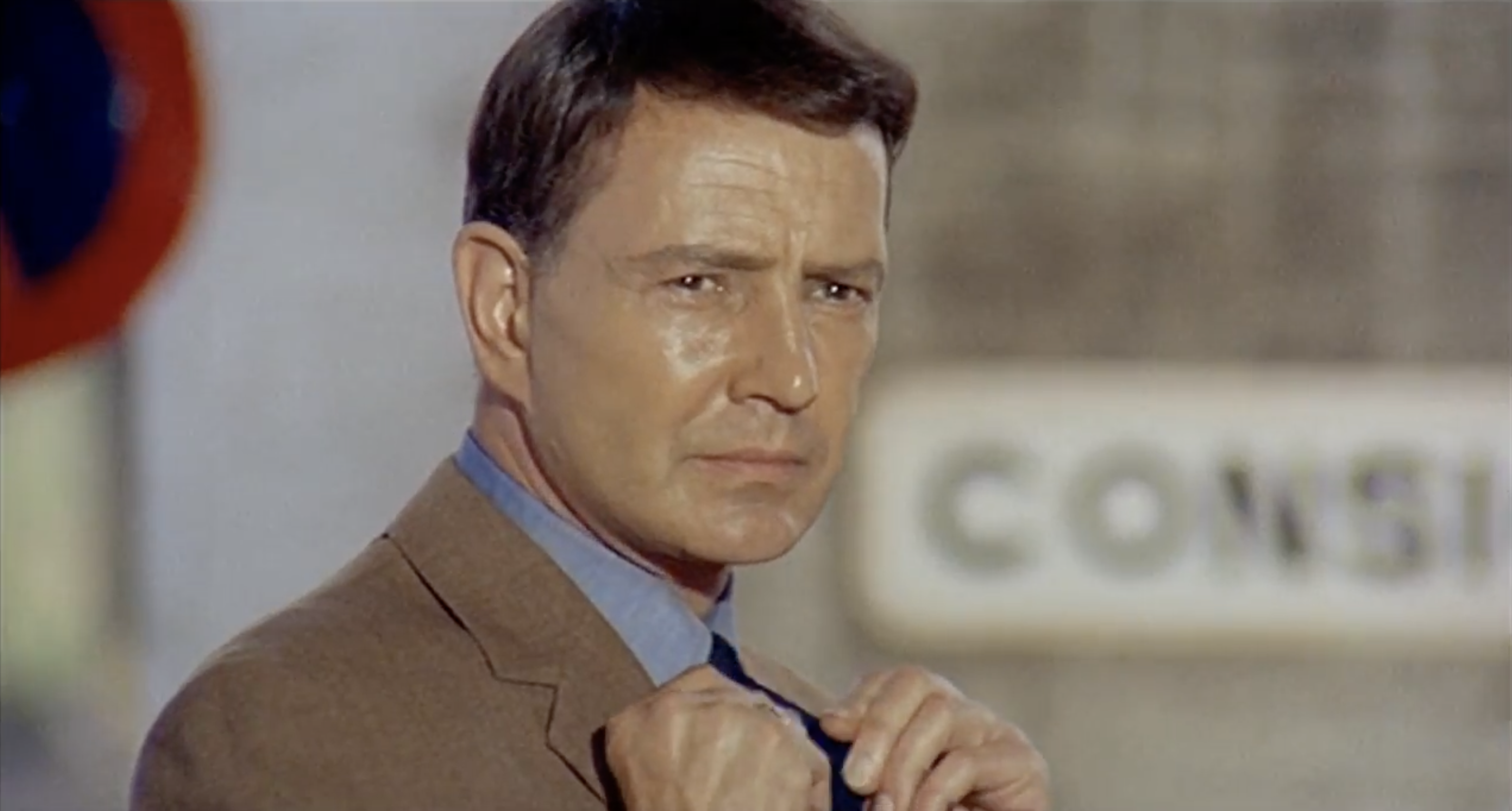
Tom Drake in Omicidio per vocazione (1968)

- La nostra città (Our Town), regia di Sam Wood (1940) (non accreditato)
- Bufera mortale (The Mortal Storm), regia di Frank Borzage (1940) (non accreditato)
- Quelli della Virginia (The Howards of Virginia), regia di Frank Lloyd (1940) (con il nome di Richard Alden)
- L'ostaggio (Northern Pursuit), regia di Raoul Walsh (1943) (non accreditato)
- Due ragazze e un marinaio (Two Girls and a Sailor), regia di Richard Thorpe (1944)
- Le bianche scogliere di Dover (The White Cliffs of Dover), regia di Clarence Brown (1944) (non accreditato)
- Maisie Goes to Reno, regia di Harry Beaumont (1944)
- Il matrimonio è un affare privato (Marriage Is a Private Affair), regia di Robert Z. Leonard (1944)
- La signora Parkington (Mrs. Parkington), regia di Tay Garnett (1944)
- Incontriamoci a Saint Louis (Meet Me in Saint Louis), regia di Vincente Minnelli (1944)
- This Man's Navy, regia di William A. Wellman (1945)
- Main Street After Dark, regia di Edward L. Cahn (1945) (voce, non accreditato)
- Anni verdi (The Green Years), regia di Victor Saville (1946)
- Il coraggio di Lassie (Courage of Lassie), regia di Fred M. Wilcox (1946)
- Faithful in My Fashion, regia di Sidney Salkow (1946)
- Brivido d'amore (I'll Be Yours), regia di William A. Seiter (1947)
- La morte è discesa a Hiroshima (The Beginning or the End), regia di Norman Taurog (1947)
- Il giudice Timberlane (Cass Timberlane), regia di George Sidney (1947)
- Gentiluomo ma non troppo (Alias a Gentleman), regia di Harry Beaumont (1948)
- Casa mia (Hills of Home), regia di Fred M. Wilcox (1948)
- Parole e musica (Words and Music), regia di Norman Taurog (1948)
- Il signor Belvedere va in collegio (Mr. Belvedere Goes to College), regia di Elliott Nugent (1949)
- La mano deforme (Scene of the Crime), regia di Roy Rowland (1949)
- The Great Rupert, regia di Irving Pichel (1950)
- Never Trust a Gambler, regia di Ralph Murphy (1951)
- Disc Jockey, regia di Will Jason (1951)
- La città che scotta (FBI Girl), regia di William Berke (1951)
- Sangaree, regia di Edward Ludwig (1953)
- Betrayed Women, regia di Edward L. Cahn (1955)
- Sudden Danger, regia di Hubert Cornfield (1955)
- The Cyclops, regia di Bert I. Gordon (1957)
- Date with Disaster, regia di Charles Saunders (1957)
- L'albero della vita (Raintree County), regia di Edward Dmytryk (1957)
- Testamento di sangue (Money, Women and Guns), regia di Richard Bartlett (1958)
- Ultima notte a Warlock (Warlock), regia di Edward Dmytryk (1959)
- Il letto di spine (The Brumble Bush), regia di Daniel Petrie (1960)
- House of the Black Death, regia di Harold Daniels e Jerry Warren (1965)
- Castelli di sabbia (The Sandpiper), regia di Vincente Minnelli (1965)
- Johnny Reno, regia di R.G. Springsteen (1965)
- Dominique (The Singing Nun), regia di Henry Koster (1966)
- Il grido di guerra dei Sioux (Red Tomahawk), regia di R.G. Springsteen (1967)
- L'assassino ha le mani pulite, regia di Vittorio Sindoni (1968)
- Warkill, regia di Ferde Grofé Jr. (1968)
- Cycle Psycho, regia di John Lawrence (1973)
- Lo spettro di Edgar Allan Poe (The Spectre of Edgar Allan Poe), regia di Mohy Quandour (1974)

### Televisione
- Lights Out – serie TV, episodi 3x02-3x31 (1950-1951)
- Climax! – serie TV, episodi 1x01-1x25 (1954-1955)
- Scienza e fantasia (Science Fiction Theatre) – serie TV, episodio 1x01 (1955)
- Indirizzo permanente (77 Sunset Strip) – serie TV, 3 episodi (1959-1963)
- Cimarron City – serie TV, episodio 1x19 (1959)
- Bourbon Street Beat – serie TV, episodio 1x08 (1959)
- The Alaskans – serie TV, episodio 1x19 (1960)
- Carovane verso il West (Wagon Train) – serie TV, 1 episodio (1960)
- Gli uomini della prateria (Rawhide) – serie TV, episodio 2x19 (1960)
- Wichita Town – serie TV, episodio 1x23 (1960)
- Perry Mason – serie TV, 2 episodi (1959-1960)
- Ricercato vivo o morto (Wanted: Dead or Alive) – serie TV, episodi 1x12-3x06 (1958-1960)
- Philip Marlowe – serie TV, episodio 1x24 (1960)
- Avventure in paradiso (Adventures in Paradise) – serie TV, episodio 1x23 (1960)
- Carovana (Stagecoach West) – serie TV, episodio 1x10 (1960)
- Las Vegas Beat, regia di Bernard L. Kowalski – film TV (1961)
- Follow the Sun – serie TV, episodio 1x14 (1961)
- Cheyenne – serie TV, episodio 6x02 (1961)
- Hawaiian Eye – serie TV, episodi 2x35-3x17 (1961-1962)
- Surfside 6 – serie TV, episodio 2x26 (1962)
- Gli intoccabili (The Untouchables) – serie TV, 1 episodio (1962)
- Dakota (The Dakotas) – serie TV, episodio 1x11 (1963)
- The Lieutenant – serie TV, episodio 1x28 (1964)
- Mr. Novak – serie TV, episodio 2x30 (1965)
- Lassie – serie TV, 1 episodio (1965)
- L'ora di Hitchcock (The Alfred Hitchcock Hour) – serie TV, 1 episodio (1965)
- Bonanza – serie TV, episodio 7x12 (1965)
- Ben Casey – serie TV, episodio 4x24 (1965)
- Branded – serie TV, episodi 1x12-2x01 (1965)
- Selvaggio west (The Wild Wild West) – serie TV, episodio 2x08 (1966)
- I sentieri del west (The Road West) – serie TV, episodio 1x12 (1966)
- Gunsmoke – serie TV, 1 episodio (1969)
- Marcus Welby (Marcus Welby, M.D.) – serie TV, 4 episodi (1969-1976)
- La terra dei giganti (Land of the Giants) – serie TV, 1 episodio (1970)
- Reporter alla ribalta (The Name of the Game) – serie TV, 1 episodio (1970)
- The Boy Who Stole the Elephant, regia di Michael Caffey – film TV (1970)
- Giovani avvocati (The Young Lawyers) – serie TV, episodio 1x21 (1971)
- La città degli acquanauti (City Beneath the Sea), regia di Irwin Allen – film TV (1971)
- Mannix – serie TV, 1 episodio (1971)
- Cannon – serie TV, 1 episodio (1972)
- Ironside – serie TV, 1 episodio (1973)
- Sulle strade della California (Police Story) – serie TV, 2 episodi (1974)
- Adam-12 – serie TV, 2 episodi (1972-1975)
- Matt Helm – serie TV, 1 episodio (1975)
- Cop on the Beat, regia di Virgil W. Vogel – film TV (1975)
- A Matter of Wife... and Death, regia di Marvin J. Chomsky – film TV (1976)
- Terrore a 12 mila metri (Mayday at 40,000 Feet!), regia di Robert Butler – film TV (1976)
- Le strade di San Francisco (The Streets of San Francisco) – serie TV, episodio 5x08 (1976)
- Project UFO – serie TV, 1 episodio (1978)

## Doppiatori italiani
Nelle versioni in italiano delle opere in cui ha recitato, Tom Drake è stato doppiato da:
- Adolfo Geri in Anni verdi, Casa mia, Brivido d'amore, Parole e musica
- Gianfranco Bellini ne La signora Parkington, L'albero della vita, Testamento di sangue
- Pino Locchi in Quelli della Virginia, Due ragazze e un marinaio
- Rolf Tasna in Gentiluomo ma non troppo
- Carlo Romano in Sangaree
- Giulio Panicali ne La città che scotta
- Riccardo Cucciolla in Coraggio di Lassi
- Bruno Persa in Ultima notte a Warlock
- Maurizio Fardo in Incontriamoci a Saint Louis (doppiaggio tardivo)